# براندان هيلي
براندان هيلي (بالإنجليزية: Brendan Healy)‏ هو لاعب اللاكروس أمريكي، ولد في 4 أغسطس 1983.